# Kville
Kville is een plaats in de gemeente Tanum in het landschap Bohuslän en de provincie Västra Götalands län in Zweden. De plaats heeft 175 inwoners (2005) en een oppervlakte van 38 hectare.